# Denis Denisov
Denis Valerevitj Denisov (ryska: Денис Валерьевич Денисов), född 31 december 1981 i Charkov, Ukrainska SSR, Sovjetunionen, är en rysk professionell ishockeyback som för närvarande spelar för CSKA Moskva i  Kontinental Hockey League (KHL). Denisov blev rysk mästare i ishockey 2006.

## Klubbkarriär
Denis Denisov började sin karriär som hockeyspelare i HK CSKA Moskva, med vilka han debuterade säsongen 1997/1998. Efter tre år i klubben flyttade Denisov till Krylja Sovetov, en klubb i Moskva. År 2000 blev Denisov  draftad av Buffalo Sabres i NHL som nummer 149:e spelaren sammanlagt. 
Säsongen 2002/2003 flyttade Denisov till klubben Salavat Julajev Ufa, innan han säsongen därpå skrev kontrakt med Ak Bars Kazan. 2006 blev Denisov rysk mästare i ishockey. Flyttlasset gick vidare 2006/2007 till Avangard Omsk där han tillbringade två år och spel i ryska ligan. Denisov återvände 2008 till Moskva och spel med HK Dynamo Moskva i den då nybildade ishockeyligan KHL, Kontinental Hockey League. När HK Dynamo Moskva gick samman med HC MVD och bildade OHK Dynamo Moskva inför säsongen 2010/2011, gick Denisov vidare till SKA Sankt Petersburg. Denisov var kvar två säsonger i Sankt Petersburg innan han inför säsongen 2012/2013 återvände till CSKA Moskva, klubben han en gång startade sin karriär med.

## Internationellt
Denis Denisov spelade i U18-VM i ishockey 2008 och JVM 2000 och 2001. Denisov har spelat i VM som senior 2005, 2010, 2012 och 2013, vilket resulterat i en guld- och en bronsmedalj.

## Meriter
- 2006 Rysk mästare med Ak Bars Kazan
- 2008 Spengler Cup-vinnare med HK Dynamo Moskva
- 2010 Spengler Cup-vinnare med SKA Sankt Petersburg

### Internationellt
- 2000 Silvermedalj i JVM i ishockey
- 2005 Bronsmedalj i VM
- 2012 Guldmedalj i VM